# Emanuele Cisi

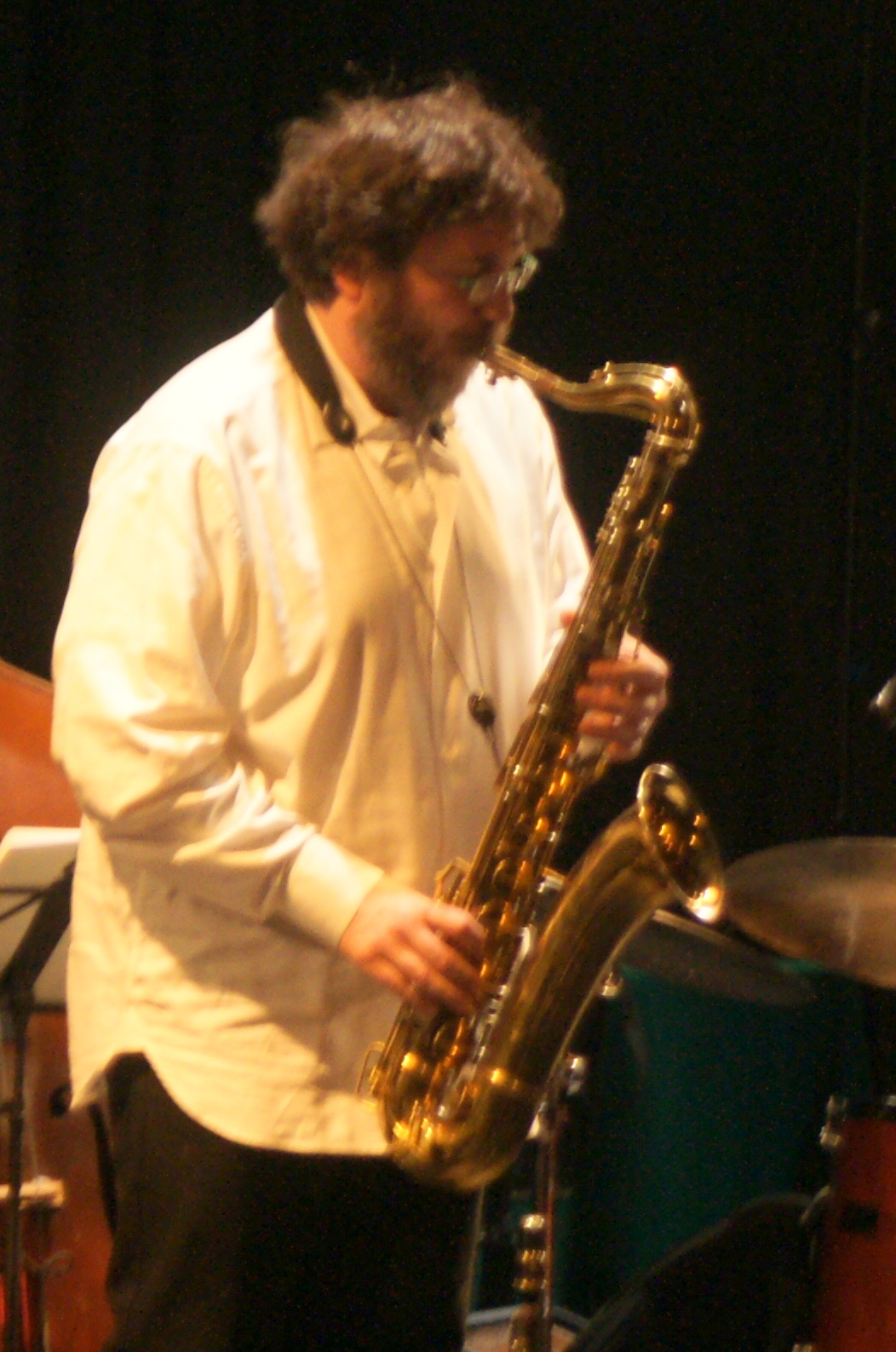
Emanuele Cisi

Emanuele Cisi (Turijn, 29 mei 1964) is een Italiaanse jazzsaxofonist.

## Biografie
Cisi, een leerling van Michael Brecker, begon zijn professionele loopbaan als lid van de groep Area, waarmee hij ook opnam. In 1990 ging hij naar Milaan, waar hij werkte met o.m. Antonio Faraò, Luigi Bonafede en Massimo Colombo. In 1994 ging hij werken met een eigen kwartet, met Paolo Birro, Marco Micheli en Francesco Sotgiu. Voor zijn eerste album kreeg hij in 1995 een prijs, als 'Miglior nuovo Talento'.
In 1996 nam hij met de groep van Jean-Pierre Como in Parijs een album voor Blue Note Records op, tevens ging hij samenwerken met drummer Daniel Humair. Datzelfde jaar richtte hij Luigi Bonafede het kwintet Five of Jazz op (met verder Flavio Boltro, Francesco Sotgiu en Rosario Bonaccorso), hiermee nam hij een album op.
Sinds 1999 woont Cisi overwegend in Frankrijk. In 2000 nam hij daar met Aldo Romano en Paolo Fresu een album onder eigen naam op. Hij richtte, ook in 2000, de groep Changes op (met Stefano Battaglia, Piero Leveratto en Fabrizio Sferra). In die tijd speelde hij in een duo met Paolo Birro, een trio (met Daniel Humair en Paolino Dalla Porta), een trio met Zlatko Kaucic en Nicola Muresu, en een kwartet met Nathalie Loriers, Rémi Vignolo en Aldo Romano (met Nguyên Lê en Michel Benita als gasten).
Van 2001 tot 2004 was hij lid van Romano's groep Because of Bechet (met Emmanuel Bex, Rémi Vignolo en Francesco Bearzatti), waarmee hij een album opnam. Daarnaast werkte hij o.a. met Jean-Marc Jafet, Jean-Paul Ceccarelli, Robert Persi, Christian Escoudé, Babik Reinhardt en Marcia Maria. Hij speelde met het kwintet van Francois Chassagnite.
In 2004 begon hij met Paolo Birro, Yoann Serra en Simone Monnanni een nieuw kwartet.

## Discografie (selectie)
- 1994: Where Are You met Enrico Rava
- 1996: Five for Jazz met Flavio Boltro, Luigi Bonafede, Rosario Bonaccorso, Francesco Sotgiu
- 1996: Scalabrun met Furio Di Castri, Paolo Fresu, Andrea Dulbecco, Francesco Sotgiu, Loris Bertot
- 1996: Giochi di nuvole met Paolo Birro, Marco Micheli, Francesco Sotgiu
- 2000: L'ange caché met Aldo Romano, Paolo Fresu, Rémi Vignolo, Nathalie Loriers
- 2001: Theodore Walter 'Sonny' Rollins: an homage from Italy met Sandro Gibellini, Dario Deidda, Luigi Bonafede
- 2001: Small Changes met Stefano Battaglia, Piero Leveratto, Fabrizio Sferra
- 2004: How Deep is the Ocean met Zlatko Kaucic, Nicola Muresu
- 2005: Urban Adventure met Paolo Birro, Simone Monnanni, Yoann Serra, François Chassagnite, Jean-Marc Jafet
- 2010: Homecoming  met Luigi Bonafede, Rosario Bonaccorso, Francesco Sotgiu
- 2016: Clear Days, Windy Nights met Eric Reed, Vincenzo Florio, Adam Pache Humberto Amesquita